# إدوارد جونز (ضابط)
إدوارد جونز (بالإنجليزية: Edward Jones)‏ هو ضابط بريطاني، ولد في 25 سبتمبر 1936 في آلترنكهام في المملكة المتحدة، وتوفي في 14 مايو 2007 في Inverness-shire ‏ في المملكة المتحدة.